# Brachycaudus brevirostratus
Brachycaudus brevirostratus är en insektsart. Brachycaudus brevirostratus ingår i släktet Brachycaudus och familjen långrörsbladlöss. Inga underarter finns listade i Catalogue of Life.